# Laurentius de Florentia
Laurentius de Florentia, auch Ser Lorenzo da Firenze, Ser Laurentius Masii oder nur Masii, (* in der ersten Hälfte des 14. Jahrhunderts; † 1372 oder 1373) war ein italienischer Komponist, Sänger und Musiklehrer des Mittelalters.

## Leben und Wirken
Über das Leben von Magister Laurentius de Florentia, wie er auch genannt wurde, sind nur wenige Informationen überliefert; besonders über Datum und Ort seiner Geburt, aber auch über seine frühe Zeit und seine Ausbildung fehlen konkrete Angaben. Musikgeschichtlich gehört er zusammen mit Gherardello und Donato zu demjenigen Teil der italienischen Ars nova, die der Generation von Francesco Landini vorausging. Gesichert ist sein Wirken als canonico vom Jahr 1348 bis zu seinem Tod in den 1370er Jahren an der Basilika San Lorenzo in Florenz. Nachdem Landini von 1365 bis 1397 selbst an dieser Kirche tätig gewesen war, waren Kontakte zwischen beiden Musikern sehr wahrscheinlich. Der Dichter Filippo Villani hat in seiner Schrift Liber de civitatis Florentiae famosis civibus, verfasst von 1381 bis 1405, Laurentius zusammen mit einem anderen Komponisten namens Bartolo einen „cantore excellente“ (hervorragenden Sänger) genannt.

## Bedeutung
Von Laurentius de Florentia gibt es nicht sehr viele Werke, und diese stellen Vertonungen von Gedichten von Franco Sacchetti, Niccolò Soldanieri und Gregorio Calonista, jedoch vorrangig von Giovanni Boccaccio dar. Der Name des Komponisten ist bei seinen Werken in den Codices mit dem vorangestellten Titel Ser oder Magister gekennzeichnet, und zu Lebzeiten wurde er maestro genannt. Laurentius übte einen deutlichen Einfluss auf andere Komponisten in Florenz aus, aber besonders auf Landini. Er hatte Neigungen zur Didaktik, worauf insbesondere sein einstimmiges Werk »Diligenter advertant cantores« hindeutet; dieses beruht auf den Solmisationsregeln und setzt sich aus Hexachorden zusammen. Einen bedeutsamen Höhepunkt in den Werken von Laurentius bilden die Madrigale. Zu erwähnen sind hier besonders »Povero zappator«, welches mit seiner Isorhythmik an das Madrigal »Sì dolce non sonò con lir’Orfeo« von Francesco Landini erinnert. Von Laurentius’ Vertonung »Ita se n’era a star« mit ihren zahlreichen Bezügen zur Antike gibt es zwei Versionen: Die eine in der etwas älteren italienischen Notierung und eine zweite in neuerer französischer Notation.

## Werke
- Geistliche Werke
  - »Sanctus« zu zwei Stimmen
- Weltliche Werke, die nicht zu den Madrigalen gehören
  - »A poste messe veltri e gran mastini«, Caccia zu drei Stimmen, Text: Soldanieri
  - »Diligenter advertant cantores«, L’Antefana (didaktisches Werk, einstimmig)
- Weltliche Werke: Madrigale
  - »Come in sul fonte fu preso Narcisso« zu zwei Stimmen, Text: Boccaccio
  - »Dà, dà, a chi avaregia pur pe sé« zu zwei Stimmen, Text: Soldanieri
  - »Di riv’ in riva mi guidav’ Amore« zu zwei Stimmen
  - »Dolgomi a voi maestri del mie canto« zu drei Stimmen (Ritornell: zwei Stimmen)
  - »I’ credo ch’i’ dormiva, o a me parve« zu zwei Stimmen
  - »Ita se n’era a star nel Paradiso« zu zwei Stimmen, in zwei Versionen; Text basiert möglicherweise auf Dantes »Divina commedia, Purgatorio XXIX«
  - »Nel chiaro fiume dilectoso e bello« zu zwei Stimmen
  - »Povero zappator in chiusa valle« zu zwei Stimmen
  - »Sovra la riva d’un corrente fiume« zu zwei Stimmen, Text: Sacchetti
  - »Vidi ne l’ombra d’una bella luce« zu zwei Stimmen
- Weltliche Werke: Ballatas, alle einstimmig
  - »Donne, e’fu credenza d’una donna«, Text: Soldanieri
  - »Non perch’i’ speri, donna«
  - »Non so qual i’ mi voglia«, Text: Boccaccio
  - »Non vedi tu, Amor, che me tuo servo«
  - »Sento d’amor la fiamma e ’l gran podere«, Text: ›Messer Gregorio Calonista di Firenze‹
  - »Donna servo mi sento«, Text: Sacchetti, verloren gegangen
  - »Temer perché po’ ch’esser pur convene?«, Text: Sacchetti, verloren gegangen.

## Ausgaben
- W. Th. Marrocco (Hrsg.): Fourteenth Century Italian Cacce, Cambridge / Massachusetts 1942
- J. Wolf (Hrsg.): Der Squarcialupi-Codex Pal. 87 der Biblioteca Medicea Laurenziana zu Florenz, Lippstadt 1955
- Nino Pirrotta (Hrsg.): The Music of Fourteenth Century Italy, 1962 (= Corpus mensurabilis musicae Nr. 8,3)
- G. Corsi (Hrsg.): Poesie musicali del Trecento, Bologna 1970, XI, 61 (nur Texte)
- W. Th. Marrocco (Hrsg.): Italian Secular Music, München 1971 (= Polyphonic Music of the Fourteenth Century Nr. 7)
- Kurt von Fischer / F. Alberto Gallo (Hrsg.): Italian Sacred Music, München 1976 (= Polyphonic Music of the Fourteenth Century Nr. 12)
- Francesco Sacchetti: Il libro delle rime, hrsg. von F. Brambilla Ageno, Florenz / Perth 1990.